# Посёлок Фруктово-консервного завода
Фруктово-консервного завода — упразднённый посёлок в Гергебильском районе Дагестана. На момент упразднения входил в состав Гергебильского сельсовета. В 1970-е годы включен в состав села Гергебиль и исключен из учётных данных.

## Географическое положение
Расположено левом берегу реки Каракойсу в месте впадения в неё реки Казикумухское Койсу. Территория поселка соответствует современной улице Заводская села Гергебиль.

## История
Посёлок возник в 1936 году в связи со строительством Гергебильского консервного завода. С момента образования и до своего упразднения входил в состав Гергебильского сельсовета. В середине 1970-х годов включен в состав села Гергебиль.

## Население
По переписи 1939 года в посёлке проживало 4 человека (1 мужчина и 3 женщины). В 1970 году постоянное население поселка составило 74 человека, наличное — 76 человек.

## Промышленность
«Градообразующим предприятием» посёлка являлся Гергебильский консервный завод.